# Axel Andersen
Axel Andersen (Copenhagen, 20 de dezembro de 1891 — Copenhagen, 15 de maio de 1931) foi um ginasta dinamarquês que competiu em provas de ginástica artística pela nação.
Andersen é o detentor de uma medalha olímpica, conquistada na edição de 1912, nos Jogos de Estocolmo. Na ocasião, foi o medalhista de bronze da prova coletiva de sistema livre ao lado de seus dezenove companheiros de equipe, quando foi superado pelas equipes da Noruega e Finlândia, ouro e prata respectivamente.